# Менка (приток Птичи)
Менка, Мена, Мень (бел. Менка, Мена, Мень) — река (ручей) в Минской области Беларуси, правый приток Птичи (бассейн Днепра).

## География
Река Менка имеет длину около 7 км, протекает по территории Хатежинского и Щомыслицкого сельсоветов Минского района. Исторический исток находится недалеко от высоты 333, северо-восточнее Западного кладбища, однако в верхнем течении река пересыхает. В деревне Городище принимает правый приток — ручей Дунай. Впадает в Птичь выше деревни Строчица.

## Этимология
С. Роспонд считал название балто-славянским по происхождению, находя польские параллели и возводя к индоевропейской форме *min- («проходить мимо, идти»). В. П. Нерознак допускал происхождение топонима от индоевропейской формы *men- («малый»), а также сравнивал с литовским menkas («маленький, мелкий») и латинским minus («меньше»), указывая при этом на аналоги в восточноевропейской топонимике.

## История
Ныне Менка почти пересохла и представляет собой небольшой ручей, но ещё в источниках XVI века упоминается как река, пригодная для хозяйственных нужд и промыслового освоения.

По берегам Менки, прежде всего вблизи деревни Городище и при впадении ручья Дунай, находятся городища (такие, как Строчицкое городище) и остатки нескольких больших поселений.
По словам Г. В. Штыхова, «другого такого большого раннефеодального селища в Белоруссии не сохранилось». Регулярные раскопки 
В этом районе велись с 1920-х годов.
На фрагменте амфоры XI–XII века, найденной на берегу реки Менка, нашли руническую надпись (граффити) Iwaz. Наконечник меча с Городища на Менке относятся к типу «наконечники с пальметтой».
Обилие археологического материала IX—XI вв. и анализ летописных данных позволили А. Я. Ясинскому в конце 1920-х годов предположить, что здесь первоначально располагался полоцкий город Минск (Мѣньскъ). Гипотезе была посвящена неопубликованная статья учёного (известная специалистам), в печати же эти сведения впервые появились в «Малой советской энциклопедии» в 1937 году: «Вначале он находился на реке Менке, в 1066 был разгромлен, сожжён киевским князем Изяславом и перенесён на р. Свислочь».
Впоследствии эта точка зрения стала общепринятой в СМИ, научно-популярных изданиях и научных трудах (В. П. Нерознак: «Название города несомненно связано с именем р. Меня, Менка, на которой стоял древний Минск»). В то же время есть и критики этой теории, в частности, Э. М. Загорульский.